# Eublemma melabasis
Eublemma melabasis là một loài bướm đêm trong họ Erebidae.